# Антониос Цитурас
Антониос или Антонис Цѝтурас с псевдоним капитан Дурас (на гръцки: Αντώνιος, Αντώνης Τσίτουρας, Καπετάν Ντούρας) е гръцки революционер, деец на гръцката въоръжена пропаганда в Македония.

## Биография
Цитурас е роден в Месения, Гърция, в село Бали ага (днес Амос) или според други източници в съседното Аслан ага (днес Арис). Присъединява се към гръцката въоръжена пропаганда в Македония. В 1903 година е в Алистрат като подвойвода му е серчанинът Атанасиос Танос. Оглавява чета, която действа в Западна Македония. Участва в сраженията при Лаген, Петалино, Бешища, Полчища, Бахово, Градешница, Козяк, Търново, Бърник, Орехово. През април 1905 година е подвойвода на Никостратос Каломенопулос (Нидас) и Христос Цолакопулос (Рембелос). Минава като заместник в четата на Ламбринос Вранас. На 17 май 1905 година на път за Мариово четата на Вранас е предадена от местни българи и е обградена от турски аскер в Бел камен, андартите решават да се предадат, но вследствие на разразила се престрелка Вранас и почти цялата му чета са избити. Неговият заместник Цитурас, макар и ранен, успява да избяга от обкръжението.